# Myrmarachne cornuta
Myrmarachne cornuta là một loài nhện trong họ Salticidae.
Loài này thuộc chi Myrmarachne. Myrmarachne cornuta được Badcock miêu tả năm 1918.